# The Hush Sound
The Hush Sound – amerykańska grupa muzyczna grająca rock alternatywny, pochodząca z Chicago. Początkowo nazywali się „Hush”, jednak zmienili nazwę na „The Hush Sound”.
Zespół założyli Greta Salpeter i Bob Morris. Oficjalnie powstał na przełomie 2004 i 2005 roku. Do zespołu dołączyli perkusista Darren Wilson i basista Chris Faller. Ich stronę na purevolume odkrył Ryan Ross i powiedział o The Hush Sound Pete’owi z Fall Out Boy, właścicielowi Decaydance Records.
Obecny skład zespołu
Greta Salpeter – wokal/pianino/gitara

Bob Morris – wokal/gitara

Darren Wilson – perkusja/wokal

Chris Faller – gitara basowa/wokal

## Dyskografia

### Albumy
| Title         | Release date         | Label                      |
| ------------- | -------------------- | -------------------------- |
| So Sudden     | 11 października 2005 | Fueled by Ramen/Decaydance |
| Like Vines    | 6 czerwca 2006       | Fueled by Ramen/Decaydance |
| Goodbye Blues | 18 marca 2008        | Fueled by Ramen/Decaydance |

### Single
| Title                    | Release date | Album         |
| ------------------------ | ------------ | ------------- |
| Crawling Towards the Sun | 2005         | So Sudden     |
| Wine Red                 | 2006         | Like Vines    |
| Honey                    | 2008         | Goodbye Blues |

### Kompilacje
| Title                        | Release date     | Label            | Song                                                 |
| ---------------------------- | ---------------- | ---------------- | ---------------------------------------------------- |
| Snakes on a Plane: The Album | 15 sierpnia 2006 | New Line Records | "Wine Red" (Tommie Sunshine's Brooklyn Fire Retouch) |